# 1861 Komenský
1861 Komenský è un asteroide della fascia principale. Scoperto nel 1970, presenta un'orbita caratterizzata da un semiasse maggiore pari a 3,0190985 au e da un'eccentricità di 0,0655321, inclinata di 10,45646° rispetto all'eclittica.
L'asteroide è dedicato al pedagogista ceco Comenio.